# Гавр, Жак де
Жак де Гавр (фр. Jacques de Gavre; ок. 1465 — 5 августа 1537), называемый Пеншар де Гавр, сеньор де Фрессен — государственный деятель Габсбургских Нидерландов.

## Биография
Происходил из линии Гавр-Эримес западнофландрского дома де Гавр. Сын Годфруа II Пеншара де Гавра (ум. 1479/1480), сеньора де Фрессен, и Мари де Гистель (ум. после 1504).
Сеньор де Фрессен (Фрезен; ныне: французский департамент Нор, округ Дуэ, кантон Арлё), Оллиньи (ныне: бельгийская провинция Эно, округ Суаньи, кантон Лессин), Жош (ныне: Фламандский Брабант, округ Нивель, кантон Жодуань), Мюссен, Амбри, и прочее. Один из наиболее значительных представителей семейства де Гавр.
Советник и камергер короля Филиппа Красивого. После возвращения из поездки в Кастилию Филипп 13 ноября 1504 назначил Жака де Гавра великим бальи Эно.
10 марта 1505 грамотой, данной в Брюсселе, Филипп Красивый пожаловал Жаку, его жене, матери и шурину Бальтазару д’Энши, их семье и служителям так называемое право обаны (право наследования имущества иностранцев, умерших в их владениях).
Карл Габсбург оставил Жака де Гавра в должности губернатора Эно, а 6 ноября 1516 на капитуле в Брюсселе принял в рыцари ордена Золотого руна. Жак де Гавр был первым представителем своего дома, удостоившимся этой чести.
В 1517 году стал камергером Карла, в то время короля Испании.
В конце XV — начале XVI века заказал серию из 12 гобеленов, изображающих сцены из старинного рыцарского романа о сирах де Гавр.
Умер в должности великого бальи в 1537 году и был погребен в церкви аббатства Ле-Валь-дез-Эколье в Монсе.

## Семья
1-я жена (контракт 26.07.1490): Антуанетта д'Энши (ум. 2.05.1516), дама д'Энши и де Па, дочь и наследница Филиппа, сеньора д'Энши, и Маргариты де Люксембург
Дети:
- Франсуаза де Гавр
- Луи де Гавр (ум. 25.10.1560), сеньор де Фрезен. Жена: Жанна де Рюбампре (ум. 1548), дама де Ваврешен, дочь Шарля де Рюбампре, виконта де Монтенакена, и Жанны де Бузи, дамы де Вертен. Одним из детей от этого брака был Шарль де Гавр, граф де Фрезен

2-я жена: Жанна де Гавр, дама де Хетвелде, дочь Жана де Гавра, сеньора де Род-Сент-Агат, и Валераны ван Бредероде
Сын:
- Шарль де Гавр, сеньор д'Амери. Был холост